# حسين عليزاده
حسين عليزاده (ولد في طهران سنة 1951) هو مؤلف وباحث ومعلّم موسيقي إيراني. يعزف أيضاً على آلتي التار والسه تار الوتريتين التقليديتين ويهتم بموسيقى الرديف الإيرانية التقليدية. له أعمال مشتركة مع العديد من أبرز الموسيقيين والمغنين الإيرانيين من بينهم محمد رضا شجريان وشهرام ناظري والأرمني جيوان غاسبريان.

## حياته
ولد عليزاده في طهران سنة 1951 لأبوين آذريين. تخرج في المعهد الموسيقي سنة 1975 والتحق بمدرسة الفنون الجميلة بجامعة طهران حيث درس التأليف الموسيقي والموسيقى الفارسية، ثم استكمل دراساته الموسيقية في جامعة برلين. تتلمذ في موسيقى الرديف والموسيقى الفارسية الكلاسيكية على العديد من أساتذة الموسيقى الفارسية من أمثال هوشنگ ظريف وعلي أكبر شهنازي وعبد الله دوامي وسعيد هرمزي.

## الجوائز
رشح عليزاده سنة 2007 للحصول على جائزة غرامي مع الموسيقي الأرمني جيوان غاسبريان، عن ألبومهما الموسيقي المشترك «الرؤية اللامحدودة». وفي سنة 2008 حصل على لقب «موسيقيّ العام الأكثر تميزاً في إيران».

## أعماله
- حرائق نينوى (موسيقى)

## روابط خارجية
- حسين عليزاده على موقع IMDb (الإنجليزية)
- حسين عليزاده على موقع ألو سيني (الفرنسية)
- حسين عليزاده على موقع ميوزك برينز (الإنجليزية)
- حسين عليزاده على موقع أول ميوزيك (الإنجليزية)
- حسين عليزاده على موقع ديسكوغز (الإنجليزية)
- حسين عليزاده على موقع قاعدة بيانات الفيلم (الإنجليزية)
- حسين عليزاده على موقع كينوبويسك (الروسية)